# Sinisaari (ö i Mellersta Finland)
Sinisaari är en ö i Finland. Den ligger i sjön Saarinen och i kommunerna Saarijärvi och Muldia och landskapet  Mellersta Finland, i den centrala delen av landet, 280 km norr om huvudstaden Helsingfors. Öns area är 3,2 hektar och dess största längd är 310 meter i nord-sydlig riktning.